# Plinta (mestre dels soldats)
Plinta   (segle IV - segle V) Flavi Plinta va ser un polític got i general de l'Imperi Romà d'Orient. Va ostentar el títol de comes, i després va esdevenir cònsol i magister militum praesentialis.

## Biografia
El 418, com a comes, va reprimir una revolta a Palestina, i potser va ser a la vista d'aquest èxit que l'any següent, el 419, va ser ascendit a cònsol posterior, simultàniament amb Monaxi, i aMagister militum praesentialis. Segons Sozomen, va ser una de les figures més poderoses de la cort de Teodosi II.
Plinta era un got. Estava relacionat amb Aspar (CIL XI, 2637), probablement com el seu sogre i va ser el pare d'Armatius. El 450, Teodosi II va casar la seva filla amb Constanci, el secretari d'Àtila . Plinta era un arià de la secta dels psatirians (els seguidors de Marí de Tràcia), que, a Constantinoble el 419, es van tornar a unir als altres arrians, gràcies a la mediació de Plinta.
El 431 va intentar, sense èxit, col·locar Saturní al tron episcopal de Marcianàpolis en lloc del nestorià Doroteu. El 432 va aconsellar al bisbe d'Antioquia, Joan, que acceptés la mediació de Teodosi II i que es reconciliés amb el patriarca d'Alexandria, Ciril. Entre el 435 i el 440 va demanar a l'emperador que l'enviés com a ambaixador, juntament amb Flavi Dionís, a Rues, el rei dels huns. Després de la mort de Rues, Plinta i Epígenes van ser enviats al seu successor, Àtila, amb qui van negociar i concloure el Tractat de Màrgum.